# Snub Mosley

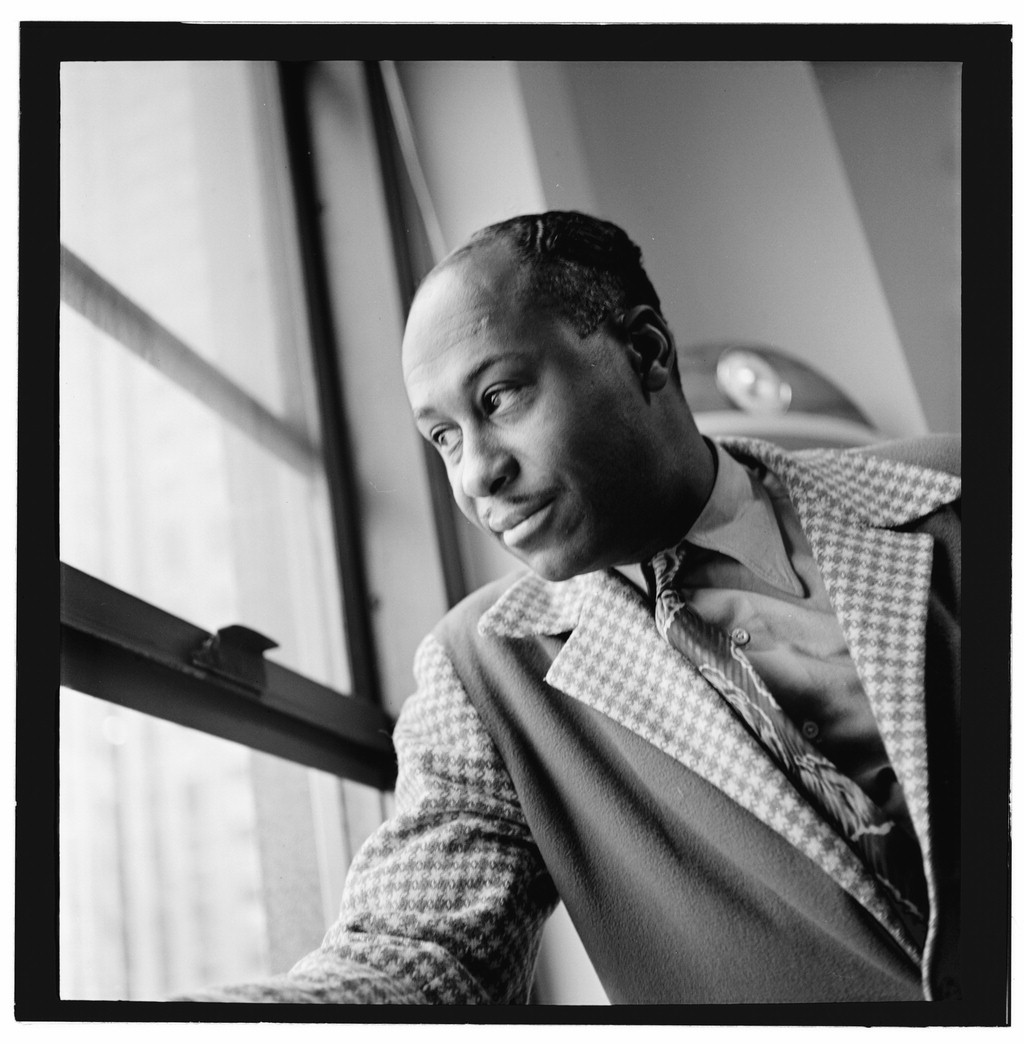
Snub Mosley.
Foto: William P. Gottlieb.

Lawrence Leo „Snub“ Mosley (* 29. Dezember 1905 in Little Rock, Arkansas; † 21. Juli 1981 in Harlem, New York City) war ein US-amerikanischer Jazzposaunist und Bandleader. Er entwickelte das so genannte Slide Saxophon. Das Instrument verfügt über ein Saxophone-Mundstück, hat aber keine Klappen, sondern einen Schieber, mit dem die Tonhöhe „geregelt“ werden kann.

## Leben und Wirken
Mosley spielte bereits an der Highschool Posaune und erhielt Instrumentalausbildung an der Cutaire Music School in Cincinnati. Er begann seine Karriere in der Territory Band von Alphonse Trent, der er von 1926 bis 1933 angehörte. In den folgenden Jahren spielte er im Jeter-Pillars Orchestra (1934), bei Claude Hopkins (1934/35), bei Louis Armstrong im Luis Russell Orchestra (1936/37) und bei Fats Waller (1937). Ab 1938 spielte er mit eigenen Formationen, denen Musiker wie Tommy Benford, Bernard Addison oder Skeets Tolbert angehörten. Während des Zweiten Weltkrieges leitete er eine Militärkapelle, die im Südpazifik eingesetzt war und auch Alberta Hunter begleitete. Danach ließ er sich in New York City nieder, wo er bis zu seinem Tode vorwiegend auf lokaler Ebene arbeitete. 1952 war er auf Europatournee. Mosley spielte die meiste Zeit seiner Karriere Posaune, daneben aber auch das Slide Saxophon, wodurch er eine gewisse Popularität erlangte und das etwa in seiner Aufnahme von The Man with the Funny Little Horn (1940) eingesetzt wurde.
Unter eigenem Namen nahm er 1940–1942 für Decca, später für die Label Sonora 1946, Penguin 1949, Columbia 1959 und Pizza 1978 auf.

## Lexigraphische Einträge
- Carlo Bohländer, Karl Heinz Holler: Reclams Jazzführer. Reclam, Stuttgart 1970 (Universal-Bibliothek 10185/10196).
- Leonard Feather, Ira Gitler: The Biographical Encyclopedia of Jazz. Oxford University Press, Oxford u. a. 1999, ISBN 0-19-532000-X.